# 천안아산역
천안아산역(온양온천)(CheonanAsan(Onyangoncheon)Station, 天安牙山驛)은 대한민국 충청남도 아산시 배방읍 장재리에 있는 경부고속선의 철도역이다.
아산역(선문대)(Asan(Seonmun Univ.)Station, 牙山(鮮文大)驛)은 대한민국 충청남도 아산시 배방읍 장재리에 있는 장항선의 철도역 및 수도권 전철 1호선의 전철역이다. 모든 새마을호, 무궁화호, 수도권 전철 1호선, 일부 ITX-마음이 정차한다.

## 구조
아산역은 지상 4층 규모의 고가역이다. 대합실은 지상 2층, 승강장은 지상 4층에 각각 위치한다. 지상 2층은 역 동서측에 각각 설치된 고가교로 이어지고, 지상 1층은 주차장 및 버스 정류장과 연결된다. 승강장에는 TV와 냉난방기가 설치된 대기실이 있다. 장항선 아산역과의 환승통로는 하행 방향 맨 끝에 있는 승강장끼리 이어지는 통로와, 대합실로 연결된 통로가 있다.

### 승강장

#### 고속철도(천안아산역)
역 가운데로 통과선이 지나가고, 그 양측에 1면 2선의 섬식 승강장이 2개, 총 2면 4선의 승강장이 설치되어 있다. 본선과 측선 사이에는 낮은 높이의 벽이 설치되어 통과 열차의 주행풍과 소음을 저감한다.
한때 4번 승강장은 KTX 비상대기 편성이 유치되어 대피선 기능은 없었으나, 2015년 4월 2일부터  호남고속철도 개통 이후 오송역으로 옮겨감에 따라 대피선 기능을 발휘하게 되었으며, 2016년 12월 9일 SRT 개통 이후부터는 1, 4번 승강장에 KTX, SRT 열차가 정차하는 경우도 있다.
| ↑광명(KTX) /↑평택지제(SRT) |
| １２ \| ３４ \|            |
| 오송↓                      |

| 1 · 2 | 경부고속선 · 호남고속선 | SRT       | 수서 방면               |
| 1 · 2 | 경부고속선              | KTX       | 용산 · 서울 · 행신 방면 |
| 1 · 2 | 호남고속선              | KTX       | 용산 · 서울 · 행신 방면 |
| 1 · 2 | 경전선                  | KTX       | 용산 · 서울 · 행신 방면 |
| 1 · 2 | 동해선                  | KTX       | 용산 · 서울 · 행신 방면 |
| 1 · 2 | 전라선                  | KTX       | 용산 · 서울 · 행신 방면 |
| 3 · 4 | 경부고속선              | KTX · SRT | 부산 방면               |
| 3 · 4 | 호남고속선              | KTX · SRT | 목포 방면               |
| 3 · 4 | 경전선                  | KTX · SRT | 진주 방면               |
| 3 · 4 | 동해선                  | KTX · SRT | 포항 방면               |
| 3 · 4 | 전라선                  | KTX · SRT | 여수EXPO 방면           |

#### 일반철도 및 전철(아산역)
| ↑쌍용(1호선)/↑천안(장항선)     |
| ４３ \| ２１ \|                |
| 탕정(1호선)↓/온양온천(장항선)↓ |

| 1 | 장항선 | ● 수도권 전철 1호선                           | 탕정 · 배방 · 온양온천 · 신창 방면             |
| 2 | 장항선 | 새마을호 · ITX-마음 · 무궁화호 · 서해금빛열차 | 홍성 · 대천 · 장항 · 군산 · 익산 방면          |
| 3 | 장항선 | 새마을호 · ITX-마음 · 무궁화호 · 서해금빛열차 | 천안 · 평택 · 수원 · 안양 · 영등포 · 용산 방면 |
| 4 | 장항선 | ● 수도권 전철 1호선                           | 구로 · 서울역 · 청량리 · 광운대 방면           |

## 역사
2004년 4월 1일 KTX 개통과 함께 영업을 개시하였다. 2007년 3월 30일 장항선 아산역 개통과 함께 환승역 기능을 수행하며, 2008년 12월 15일 수도권 전철 1호선 개통과 함께 수도권 전철과도 연계가 가능하여 접근성이 더 높아졌다.
- 1993년 6월 14일: 역사 위치 확정
- 1996년 7월 22일: 역사 신축 착공
- 2003년 8월 21일: 고속철도 역명을“천안아산역”으로 역명 결정
- 2003년 11월 20일: 고속철도 역명을 “천안아산역(온양온천)”으로 변경
- 2004년 4월 1일: KTX 개통과 동시에 보통역으로 영업개시[2]
- 2007년 3월 30일: 장항선 아산역 영업 개시와 동시에 환승통로 개설[3]
- 2008년 12월 15일 : 수도권 전철 1호선 운행 개시와 동시에 을종승차권대매소로 지정[4]
- 2009년 6월 1일 : 누리로 운행 개시
- 2009년 7월 1일 : 아산-대천-익산 간 무궁화호 동차 운행 개시
- 2010년 1월 21일: 당정역 개업으로 1호선 역번호가 P171번에서 P172번으로 변경
- 2015년 2월 5일 : 서해금빛열차(WEST GOLD TRAIN) 운행 개시
- 2016년 12월 9일: SRT 개통
- 2016년 12월 9일 : 누리로 운행 중지
- 2017년 2월 28일 : 누리로 운행 재개
- 2019년 12월 30일 : 열차 시간표 개정으로 서울~신창간 누리로 다시 운행 잠정중지와 함께 신창 급행 증편 운행
- 2020년 1월 13일 : 누리로 운행  재개(서울~신창)
- 2020년 5월 23일 : 누리로 운행 중지(서울~신창)
- 2024년 11월 2일 : ITX-마음 운행 개시(용산~홍성)

## 역명 분쟁
역은 행정구역상 천안시 서북구 불당동과 아산시 배방읍 장재리에 걸쳐있으나, 당초 ‘신천안역’으로 계획된 연유로, 역명을 둘러싸고 천안시와 아산시 사이에 분쟁이 있었다.
당초 건설교통부는 고속철도 천안역사의 후보지를 기존의 천안역, 천안시 성정동, 아산군 배방면(현 아산시 배방읍) 장재리(현 위치) 3곳으로 선정하였다. 그러나 천안역이나 성정동등의 구도심쪽은 선로 확장등에 있어서 포화상태였기에, 가칭 “신천안역”은 장재리에 신설하는 것으로 결정되었다. 해당 위치는 부지 거의 대부분이 아산군 관할이었기 때문에, 아산군측이 역명에 이의를 제기하면서 역명 결정이 지연되게 되었다.
천안시는 예상되는 역 이용객 상당수가 천안 시민이고, 역이 소재한 지역도 천안시에 근접한다며 “신천안역”을 주장하였다. 역이 위치한 장재리는 천안시 시내와 가깝고, 지역 주민들이 1980년대부터 2000년대 초까지 천안시로의 편입을 지속적으로 주장하여 행정구역 개편이 검토되기도 하였으나 결국 무산되었던 지역이다. 한편 아산군, 후의 아산시는 역의 소재지가 아산임을 내세워 역명을 “아산역”으로 정하여야 한다고 주장하였다.
이에 2003년 11월 20일 당시 건설교통부는 절충안으로서 역명을 양쪽 지명이 모두 포함된 “천안아산”으로 하고, “온양온천”을 병기하기로 정했다. 이 조치에 대하여 아산시민의 헌법소원과 아산시의 권한쟁의심판 청구가 제기되었으나, 헌법재판소는 이들을 침해 혹은 제한당한 기본권이 없다 하여 각 소원과 청구를 모두 각하하였다.

## 역 주변
- 아산신도시 홍보관
- 천안월봉중학교
- 천안불당중학교
- 천안월봉고등학교
- 선문대학교
- 갤러리아백화점 센터시티
- 모다아울렛 천안아산점
- 이마트 펜타포트점
- 트레이더스 홀세일 클럽 천안아산점
- CJ CGV 펜타포트점
- 충남북부상공회의소
- 천안교육지원청

## 승차량 변동
경부고속철도 역 중에서는 일곱 번째로 이용객이 많다.
| 2004년 | 하행 | 승차 | 324,544   |
| 2004년 | 하행 | 하차 | 335,145   |
| 2004년 | 상행 | 승차 | 359,717   |
| 2004년 | 상행 | 하차 | 300,675   |
| 2005년 | 하행 | 승차 | 593,221   |
| 2005년 | 하행 | 하차 | 549,487   |
| 2005년 | 상행 | 승차 | 569,968   |
| 2005년 | 상행 | 하차 | 586,098   |
| 2006년 | 하행 | 승차 | 740,610   |
| 2006년 | 하행 | 하차 | 679,892   |
| 2006년 | 상행 | 승차 | 695,521   |
| 2006년 | 상행 | 하차 | 733,113   |
| 2010년 | 하행 | 승차 | 1,137,104 |
| 2010년 | 하행 | 하차 | 1,010,873 |
| 2010년 | 상행 | 승차 | 1,005,983 |
| 2010년 | 상행 | 하차 | 1,151,197 |
| 2011년 | 하행 | 승차 |           |
| 2011년 | 하행 | 하차 | 1,195,201 |
| 2011년 | 상행 | 승차 | 1,173,121 |
| 2011년 | 상행 | 하차 | 1,367,589 |

| 노선   | 승차 인원 | 승차 인원 | 승차 인원 | 승차 인원 | 승차 인원 | 승차 인원 | 승차 인원 | 승차 인원 | 승차 인원 | 승차 인원 | 승차 인원 | 주 석  |
| 노선   | 2008년    | 2009년    | 2010년    | 2011년    | 2012년    | 2013년    | 2014년    | 2015년    | 2016년    | 2017년    | 2018년    | 주 석  |
| ------ | --------- | --------- | --------- | --------- | --------- | --------- | --------- | --------- | --------- | --------- | --------- | ------ |
| 장항선 | 599       | 1,249     | 1,513     | 2,362     | 2,173     | 2,348     | 2,610     | 2,518     | 2,683     | 3,040     | 3,183     | [ 10 ] |
| 장항선 | 2018년    | 2019년    | 2020년    | 2021년    | 2022년    |           |           |           |           |           |           | [ 10 ] |
| 장항선 | 3,183     | 3,403     | 2,179     | 2,647     | 3,599     |           |           |           |           |           |           | [ 10 ] |

## 사진

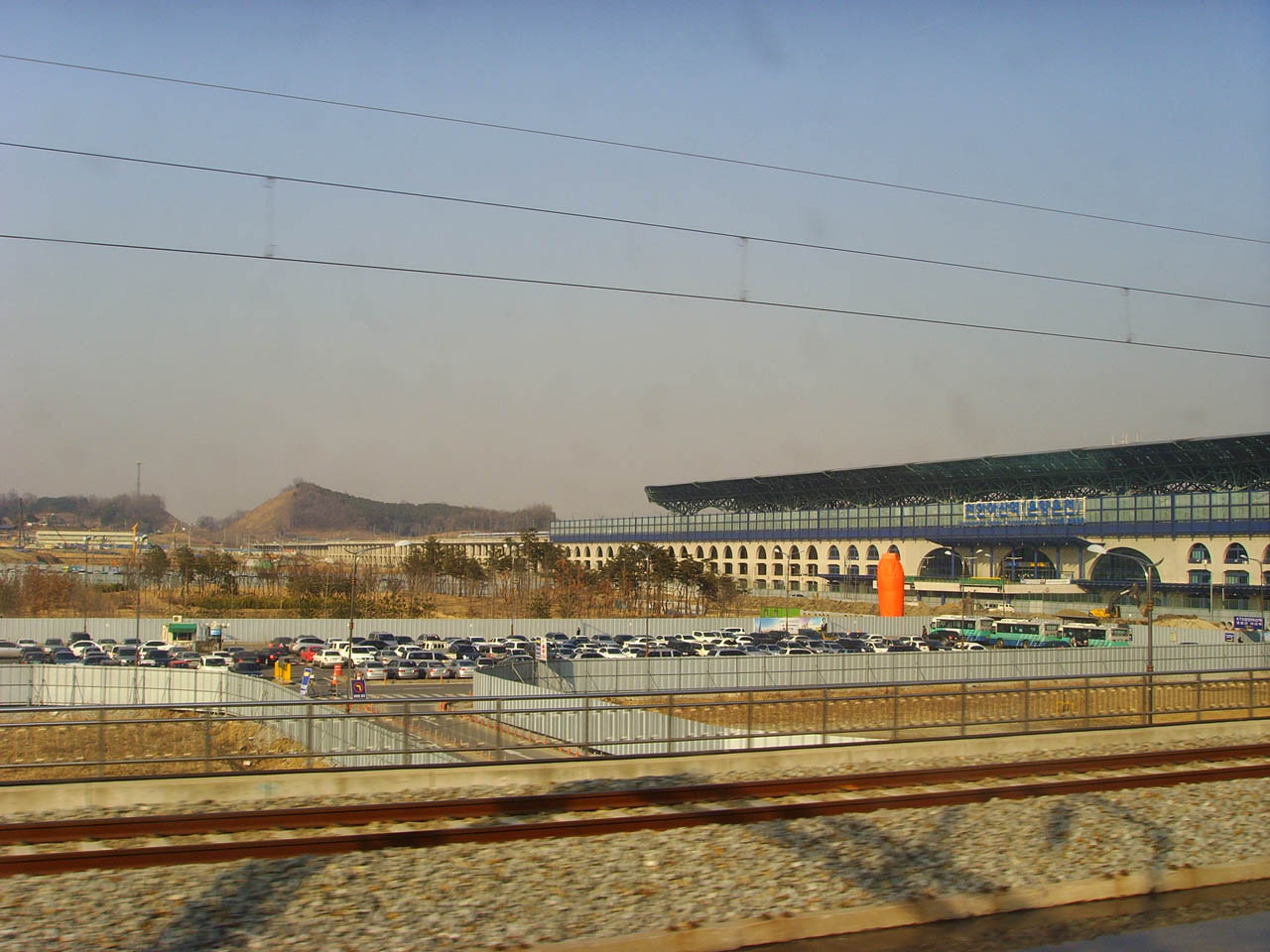
역사 (2008년 2월)
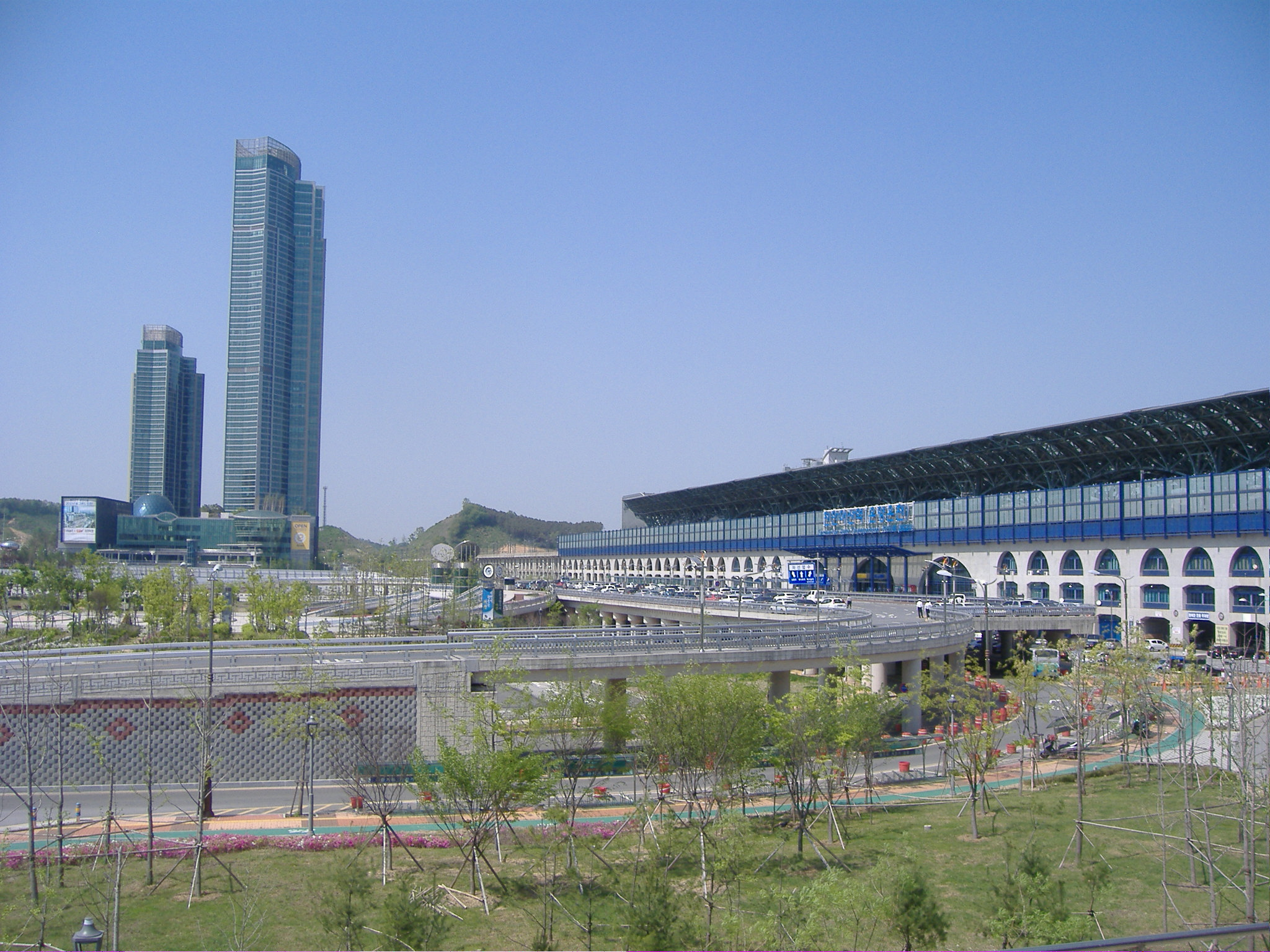
역사 (2012년 5월). 서쪽으로 펜타포트가 보인다.
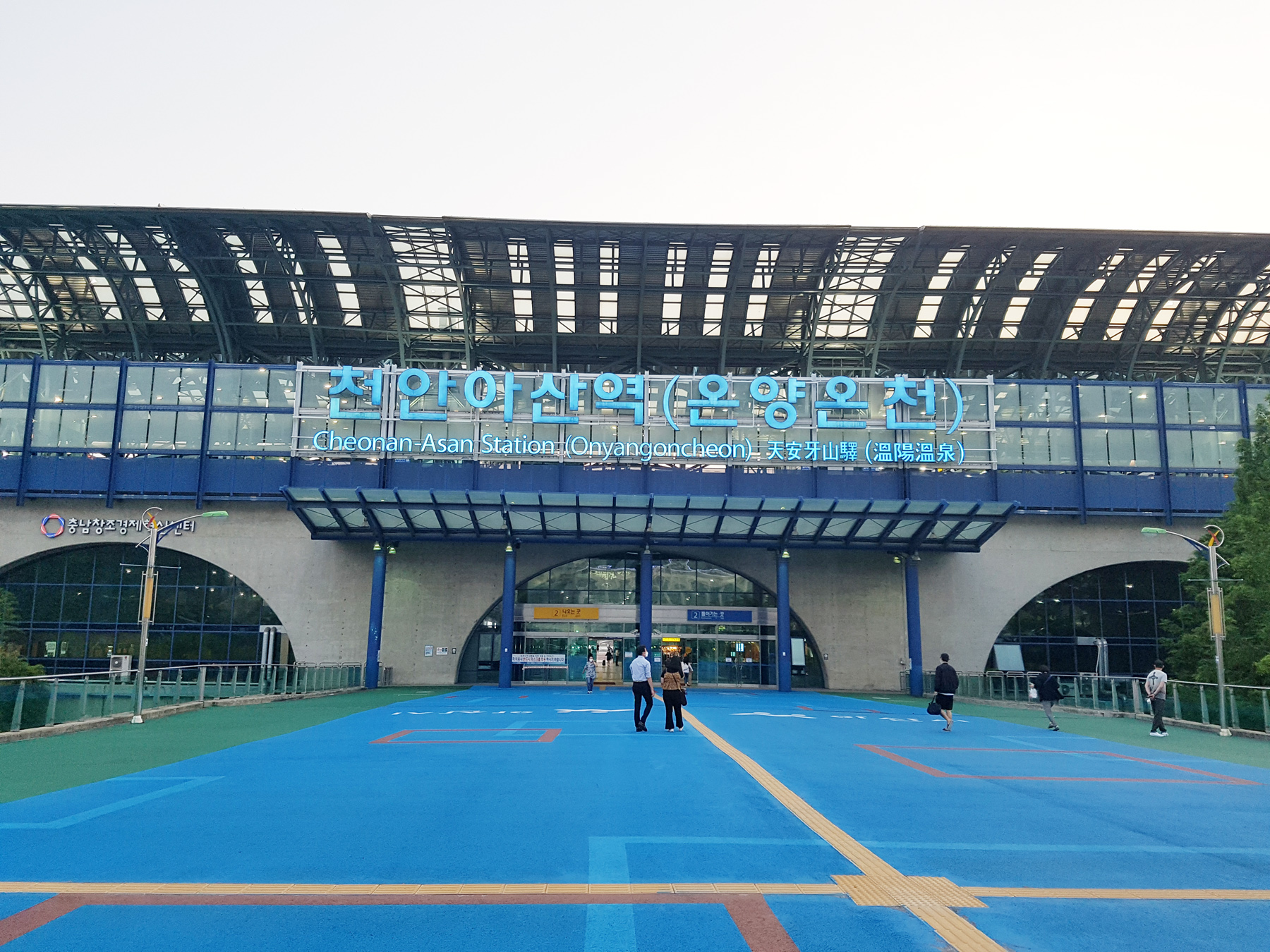
천안아산역 동측 (2020년 6월)
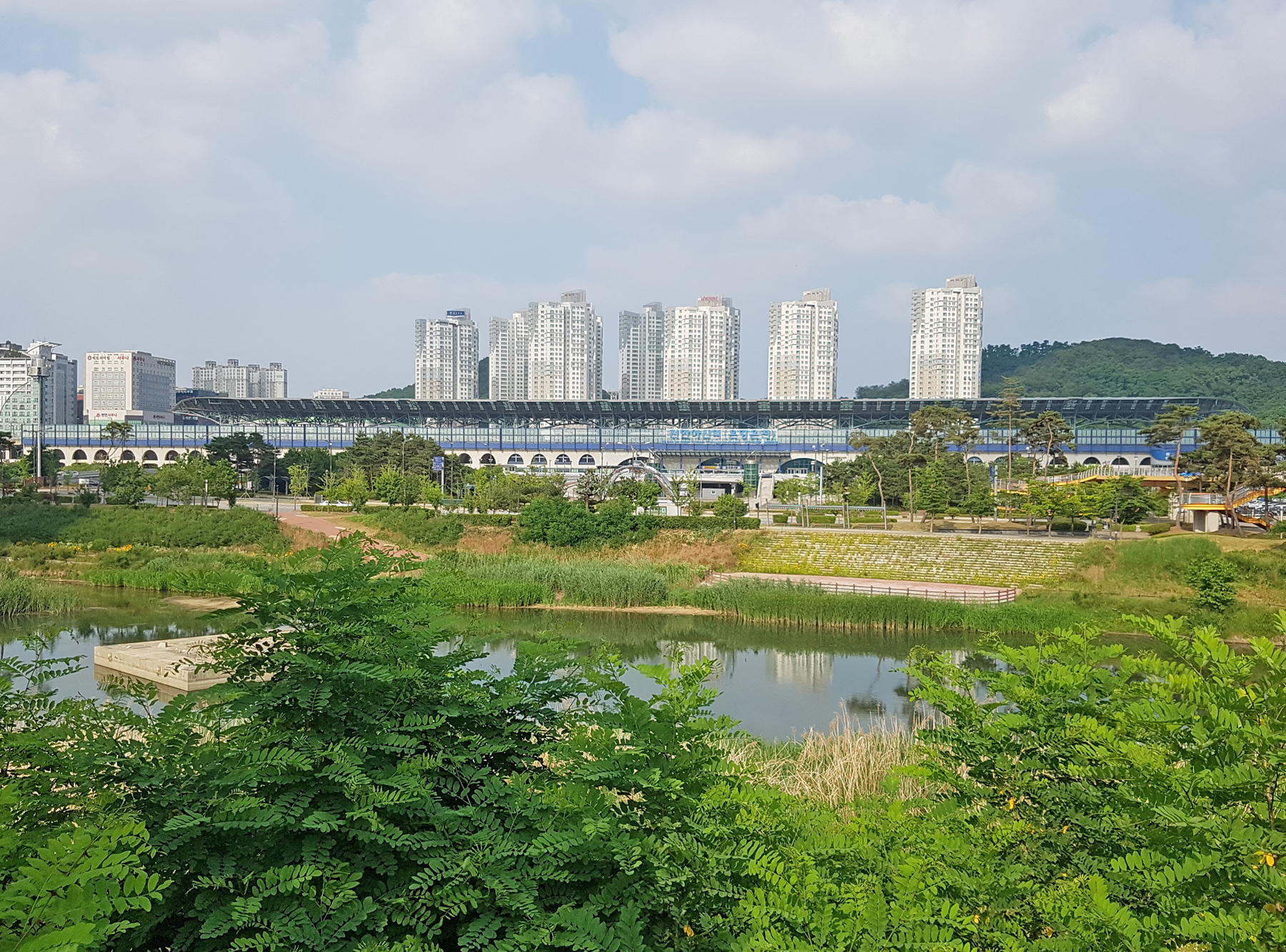
천안아산역 - 서측(아산시,2020년)
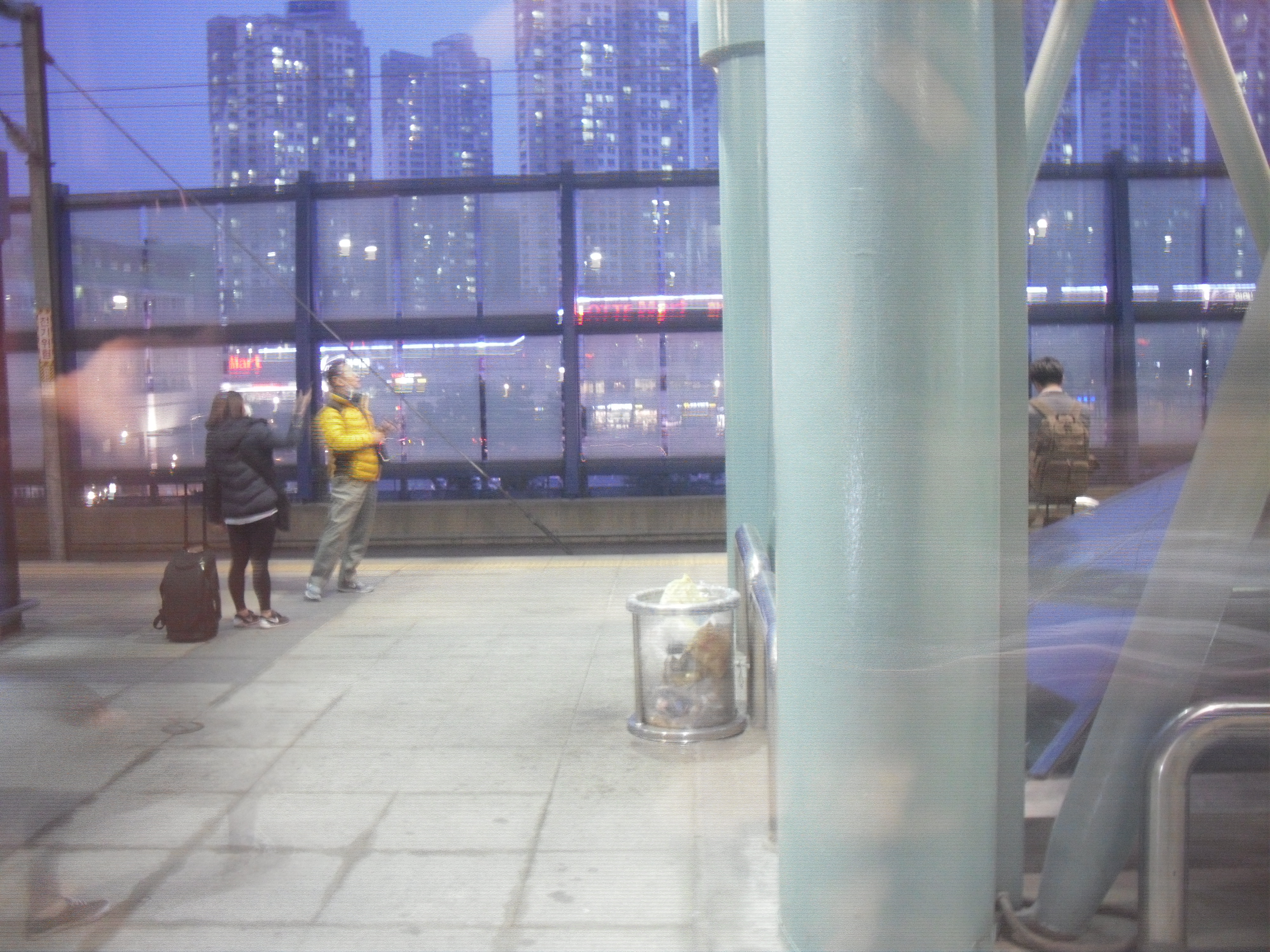
열차에서 찍은 부산 방면 승강장

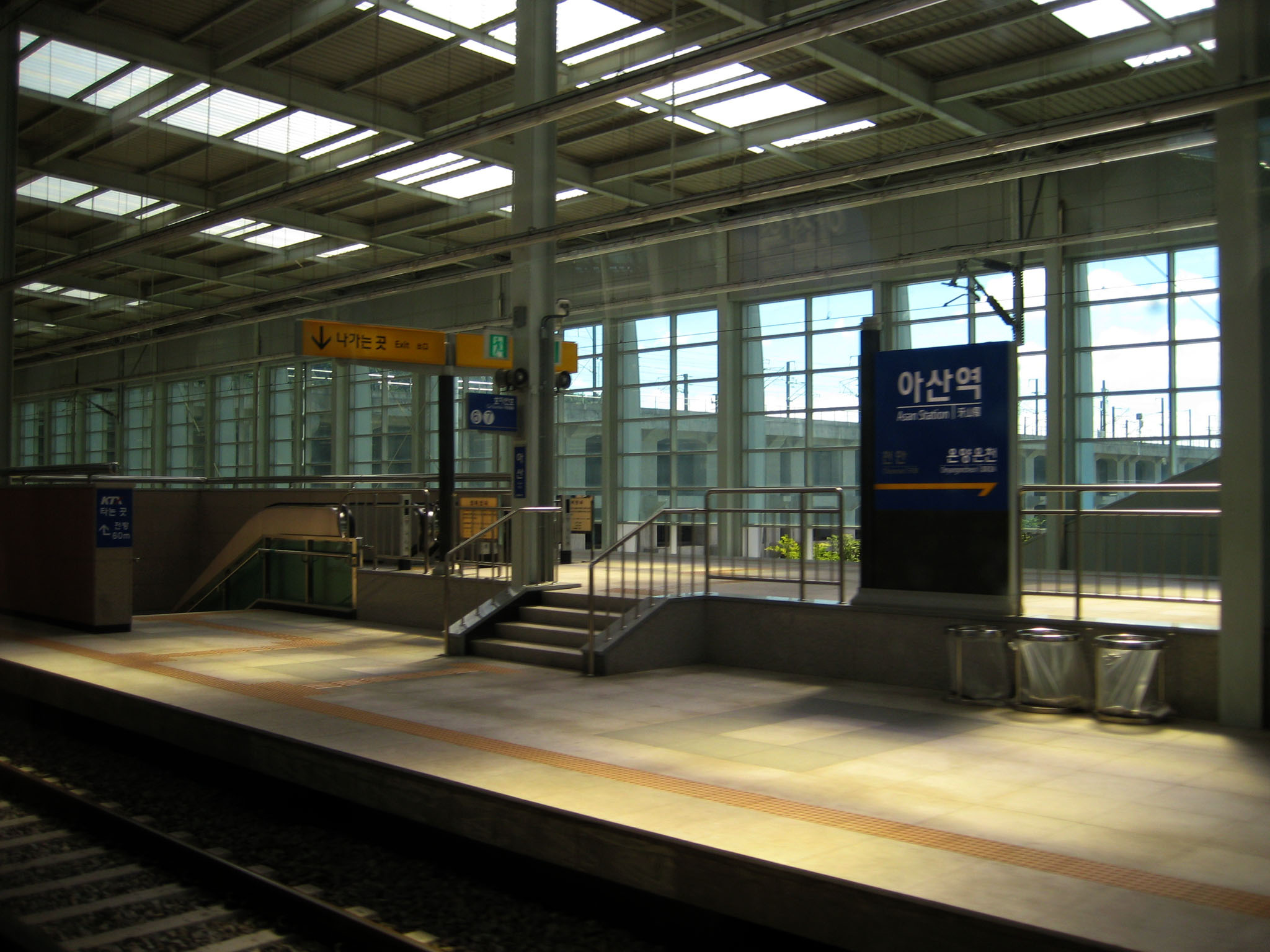
일반열차 역명판, 승강장
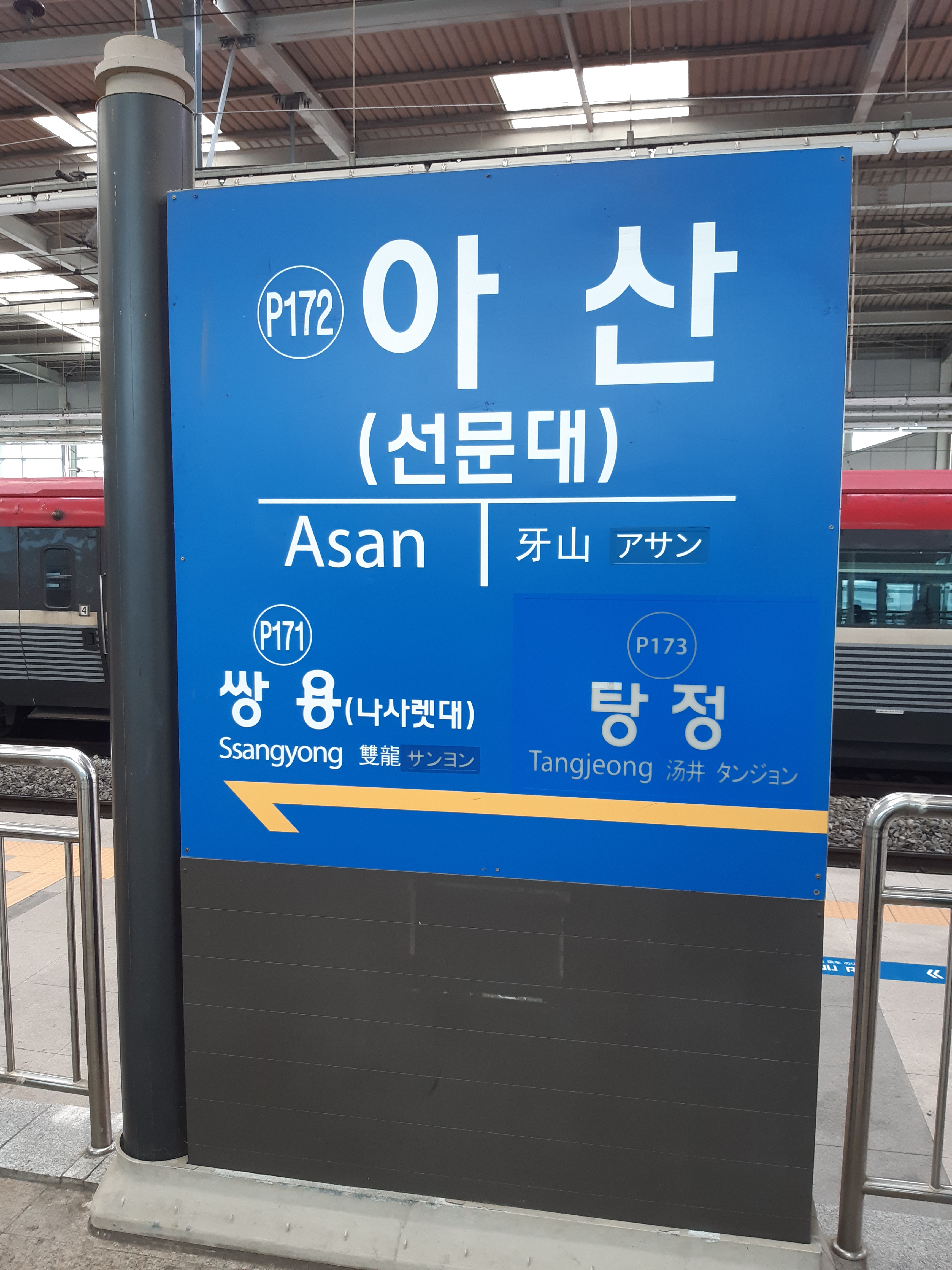
1호선 역명판
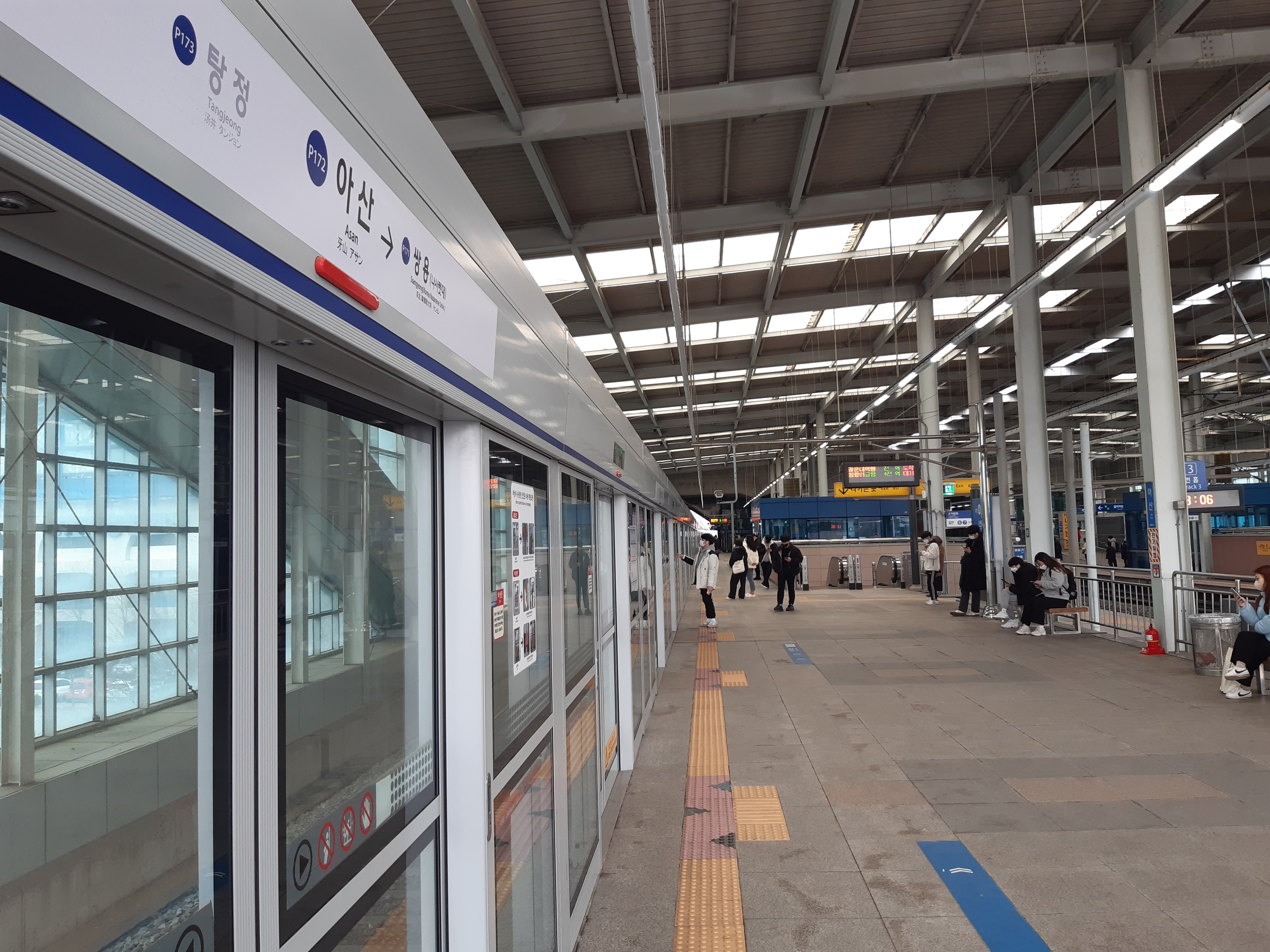
1호선 승강장

## 인접한 역
| KTX                                                         | KTX                                                         | KTX                                     |
| ----------------------------------------------------------- | ----------------------------------------------------------- | --------------------------------------- |
| 광명 행신 방면                                              | KTX 경부선 · 경부선 구포 경유                               | 오송 부산 방면                          |
| 광명 행신 방면                                              | KTX 경전선                                                  | 오송 마산 · 진주 방면                   |
| 광명 행신 방면                                              | KTX 동해선                                                  | 오송 포항 방면                          |
| 광명 행신 방면                                              | KTX 호남선                                                  | 오송 목포 방면                          |
| 광명 행신 방면                                              | KTX 호남선 서대전만 경유                                    | 오송 익산 방면                          |
| 광명 서울 방면                                              | KTX 호남선 서대전 · 김제 경유                               | 오송 목포 방면                          |
| 광명 행신 방면                                              | KTX 전라선                                                  | 오송 여수엑스포 방면                    |
| 광명 용산 방면                                              | KTX 전라선 서대전 경유                                      | 오송 여수엑스포 방면                    |
| SRT                                                         |                                                             |                                         |
| 평택지제 수서 방면                                          | SRT 경부고속선                                              | 오송 부산 방면                          |
| 평택지제 수서 방면                                          | SRT 경전선                                                  | 오송 진주 방면                          |
| 평택지제 수서 방면                                          | SRT 동해선                                                  | 오송 포항 방면                          |
| 평택지제 수서 방면                                          | SRT 호남고속선                                              | 오송 목포 방면                          |
| 평택지제 수서 방면                                          | SRT 전라선                                                  | 오송 여수엑스포 방면                    |
| 새마을호                                                    |                                                             |                                         |
| 천안 용산 방면                                              | 새마을호 장항선                                             | 온양온천 익산 방면                      |
| 수원 용산 방면                                              | 서해금빛열차                                                | 온양온천 익산 방면                      |
| ITX-마음                                                    |                                                             |                                         |
| 천안 용산 방면                                              | ITX-마음 장항선                                             | 온양온천 홍성 방면                      |
| 온양온천 내선순환 방면                                      | ITX-마음 평택선                                             | 천안 외선순환 방면                      |
| 무궁화호                                                    |                                                             |                                         |
| 천안 용산 방면                                              | 무궁화호 장항선                                             | 온양온천 익산 방면                      |
| 광역전철 (수도권 전철 1호선)                                |                                                             |                                         |
| P171 쌍용 광운대 방면 청량리 (지하) 방면 서울역 (지상) 방면 | ● 수도권 전철 1호선 경부선 완행 경부선 급행 A 경부선 급행 B | P173 탕정 신창 방면 신창 방면 신창 방면 |

## 같이 보기
- 천안아산